# Cirsium latifolium
Cirsium latifolium é uma espécie de planta com flor pertencente à família Asteraceae. 
A autoridade científica da espécie é Lowe, tendo sido publicada em Transactions of the Cambridge Philosophical Society 4: 28. 1831.

## Portugal
Trata-se de uma espécie presente no território português, nomeadamente no Arquipélago da Madeira.
Em termos de naturalidade é endémica da região atrás referida.

## Protecção
Encontra-se protegida por legislação portuguesa ou da Comunidade Europeia, nomeadamente pelo Anexo II e IV da Directiva Habitats.